# Boes Motor & Mekanik
Boes Motor & Mekanik war ein schwedischer Hersteller von Automobilen.

## Unternehmensgeschichte
Magnus Bodell leitete das Unternehmen mit der Adresse Törnkvists väg 2 in Färjestaden. Etwa 2006 begann die Produktion von Automobilen. Der Markenname lautete Boe. Vermutlich endete die Produktion 2010.

## Fahrzeuge
Das einzige Modell Boe 7 war ein Kit Car. Dabei handelte es sich um einen Nachbau des Lotus Seven. Für den Antrieb sorgten wahlweise Motoren von Audi und Volvo.